# Tiarn Collins
Tiarn Collins, né le 9 novembre 1999 à Brisbane, est un snowboardeur néo-zélandais.

## Palmarès

### Coupe du monde
- 1 petit globe de cristal :
  - Vainqueur du classement slopestyle en 2022.
- 5 podiums dont 2 victoires.

#### Détails des victoires
| Épreuve / Édition | Slopestyle      |
| ----------------- | --------------- |
| 2019-2020         | Calgary         |
| 2021-2022         | Špindlerův Mlýn |